# Opsotheresia obesa
Opsotheresia obesa là một loài ruồi trong họ Tachinidae.